# Cantonul Chauvigny
Cantonul Chauvigny este un canton din arondismentul Montmorillon, departamentul Vienne, regiunea Poitou-Charentes, Franța.

## Comune
| Comune               | Populație (1999) | Cod poștal | Cod INSEE |
| -------------------- | ---------------- | ---------- | --------- |
| Chapelle-Viviers     | 443              | 86300      | 86059     |
| Chauvigny            | 6.895            | 86300      | 86070     |
| Fleix                | 149              | 86300      | 86098     |
| Lauthiers            | 96               | 86300      | 86122     |
| Leignes-sur-Fontaine | 543              | 86300      | 86126     |
| Paizay-le-Sec        | 432              | 86300      | 86187     |
| Valdivienne          | 2.455            | 86300      | 86233     |
| Sainte-Radégonde     | 145              | 86300      | 86239     |